# アルファロメオ・177
アルファロメオ・177 (Alfa Romeo 177) は、アルファロメオが1979年のF1世界選手権に投入したフォーミュラ1カー。1979年ベルギーグランプリでデビューした。177はアルファロメオが1950年および1951年にタイトルを獲得して以来のF1復帰作であった。

## 設計及び開発
177はアルファロメオのレーシング部門、アウトデルタで製作された。カルロ・キティが設計し、エンジンはアルファロメオの水平対向12気筒エンジンを搭載した。これはスポーツカーのアルファロメオ・33TT12および33SC12で使用されていた物であった。このエンジンは1976年にブラバムに供給され、それは1979年まで続いた。
「177」の名は1977年に設計が始まったことに由来している。車体は大柄で、暗い赤色で仕上げられた。アルミニウム製のシャシーはリベット止めされ、フロントサスペンションにはアッパーロッキングアーム、ロワーウィッシュボーンと、インボードマウントのコイルスプリング/ダンパーユニットが採用された。リアサスペンションには平行ロワーリンク、シングルトップリンク、ツインラジアスロッドおよびアウトボードマウントのコイルスプリング/ダンパーユニットが採用された。
1978年のヨーロッパF2選手権にマーチで参戦しタイトルを獲得したブルーノ・ジャコメリが起用され、177をドライブすることとなった。ジャコメリはベルギーとフランスでこの車を使用した。
新しいV12エンジンを搭載したアルファロメオ・179がイタリアグランプリに間に合ったため、ジャコメリはこの新車をドライブし、177はヴィットリオ・ブランビラがドライブした。その後両名とも179をドライブすることとなった。

## レース戦績
シーズン第6戦のベルギーでジャコメリは、ポールポジションを獲得したジャック・ラフィットのリジェからわずか2秒遅れの14番手となり、多くのベテランがドライブするマシンを抑えた。その中には2台のマクラーレンも含まれた。決勝ではスタートに失敗、1周目で18位に沈んだが、他車が不運に見舞われる中徐々に順位を上げていった。21周目には13位まで浮上し、エリオ・デ・アンジェリスのシャドウが彼を激しく追い上げた。デ・アンジェリスはシケインでジャコメリを追い抜こうとしたが、接触しジャコメリのリアウィングを破壊、両者共にリタイアとなった。
チームは2週間後のモナコグランプリを欠場したが、フランスグランプリで復帰した。ジャコメリの予選は振るわず、ポールポジションとなったジャン＝ピエール・ジャブイーユのルノーから3.5秒遅れの17番手からスタートとなった。このレースもスタートに失敗、1周目で20位に沈むが、すぐに苦戦するヤン・ラマースのシャドウを追い抜いた。ジャコメリは徐々に順位を上げ、他車のリタイアにも助けられ20周目には17位に戻った。しかし、ペースが上がらずにアロウズのリカルド・パトレーゼとヨッヘン・マス、ロータスのヘクトール・レバーク、そして前戦の因縁があるデ・アンジェリスに抜かれ、26周目には20位に沈む。彼は再び徐々にペースを上げ、51周目にはデ・アンジェリスを抜き返した。両者は他の車のリタイアにも助けられ、16位、17位となる。2人のイタリア人ドライバーはその後もバトルを続け、その間にトップのジャブイーユから5回パスされた。ジャブイーユがフィニッシュラインを越えた時点で両者は5周遅れとなり、デ・アンジェリスはジャコメリを抜いて16位、ジャコメリは17位となった。
アルファロメオは最初の2戦の結果に失望し、続く4戦を欠場、9月のイタリアグランプリで復帰した。このグランプリでチームは2台を投入、ジャコメリは新型の179をドライブし、ヴィットリオ・ブランビラが起用されて177をドライブした。ブランビラはロニー・ピーターソンが死亡することとなった1978年イタリアグランプリの多重事故以来F1を離れていたが、それ以来の復帰であった。ブランビラはポールポジジョンのジャブイーユから4秒遅れで22番手となり、ジャコメリの新車からは0.5秒遅れであった。決勝では11周目にエマーソン・フィッティパルディとデ・アンジェリスに抜かれたが、29周目にスピンアウトしたジャコメリを含む他車のリタイアに助けられ、唯一のアルファロメオとしてコースに残った。彼はウィリアムズのアラン・ジョーンズを抜き、その他のリタイアで12位に浮上、優勝したジョディ・シェクターのフェラーリからは1周遅れであった。この12位という結果は、後に両ドライバーに新型の179が与えられたにもかかわらず、1979年シーズンにおけるアルファロメオの最高成績となった。
1980年シーズンは179が使用されることとなり、177が使用されたのは1979年シーズンの3戦のみとなった。

## F1における全成績
(key) （太字はポールポジション）
| 年     | チーム       | エンジン                  | タイヤ | ドライバー               | 1   | 2   | 3   | 4   | 5   | 6   | 7   | 8   | 9   | 10  | 11  | 12  | 13  | 14  | 15  | ポイント | 順位 |
| ------ | ------------ | ------------------------- | ------ | ------------------------ | --- | --- | --- | --- | --- | --- | --- | --- | --- | --- | --- | --- | --- | --- | --- | -------- | ---- |
| 1979年 | アウトデルタ | アルファロメオ 115-12 F12 | G      |                          | ARG | BRA | RSA | USW | ESP | BEL | MON | FRA | GBR | GER | AUT | NED | ITA | CAN | USA | 0        | 16位 |
| 1979年 | アウトデルタ | アルファロメオ 115-12 F12 | G      | ブルーノ・ジャコメリ     |     |     |     |     |     | Ret |     | 17  |     |     |     |     |     |     |     | 0        | 16位 |
| 1979年 | アウトデルタ | アルファロメオ 115-12 F12 | G      | ヴィットリオ・ブランビラ |     |     |     |     |     |     |     |     |     |     |     |     | 12  |     |     | 0        | 16位 |

## 参照
1. ↑  “Alfa Romeo”. gaffersports.com. 2007年12月28日時点のオリジナルよりアーカイブ。2008年1月9日閲覧。
2. ↑  “Alfa Romeo 179”. ultimatecarpage.com. 2007年4月26日閲覧。
3. ↑  “Os Gloriosos Fracassos - Alfa Romeo 1979-1985 (1a parte)” (ポルトガル語). autosport.clix.pt. 2007年9月12日閲覧。
4. ↑  Pritchard, Anthony (1986). Directory of Formula One Cars 1966-1986. Bourne End, England: Aston Publications Limited. pp. 223. ISBN 0946627029
5. ↑  “ALFA ROMEO IN FORMULA 1” (イタリア語). mitoalfaromeo.com. 2007年4月22日時点のオリジナルよりアーカイブ。2007年4月26日閲覧。